# Stevan Marković
Stevan Marković ((ćir.: Стеван Марковић;) Beograd, 10. svibnja, 1937. Beograd,  – Pariz, 1. listopada, 1968.), bio je tjelohranitelj filmskog glumca Alaina Delona. Pronađen je mrtav 1968. godine.

## Mladost
U ranim 1950-im, Stevan Marković i njegov prijatelj Miloš Milošević bili su uključeni u ulične tuče u Beogradu.  Sreli su Alaina Delona 1962. godine, koji je u to vrijeme bio vrlo mlad filmski glumac na snimanju filma Marco Polo u Beogradu. Delon je prvo uposlio Miloša Miloševića a kasnije i Stevana Markovića kao tjelohranitelje. Bio je i dobar prijatelj srpskog gangstera Nikole Milinkovića.

## Ubojstvo
U selu Yvelines, nedaleko Pariza, je na otpadu 1. listopada 1968. godine, pronađeno mrtvo tijelo Stevana Markovića. Alain Delon je bio meta istrage, ali nikada nije optužen za ubojstvo. Jedna od činjenica koja je upućivala u tom pravcu, bilo je pismo koje je Stevan Marković poslao svom bratu Aleksandru u Trst u kojem je napisao: "Ako budem ubijen, za to su 100% odgovorni Alain Delon i njegov kum Francois Marcantoni."
Njegova smrt je prouzročila politički skandal, aferu Marković, u koju je bio uključen i francuski predsjednik Georges Pompidou.

## Vanjske poveznice
- Politički skandal - Afera Marković  Arhivirana inačica izvorne stranice od 29. prosinca 2007. (Wayback Machine) (fr.)